# Russkoje pole
Russkoje pole (russisk: Русское поле) er en sovjetisk spillefilm fra 1972 af Nikolaj Moskalenko.

## Medvirkende
- Nonna Mordjukova som Fedosia Ugrjumova
- Vladimir Tikhonov som Philipp Ugrjumov
- Leonid Markov som Avdej Ugrjumov
- Inna Makarova som Marija Solovjova
- Ljubov Malinovskaja som Antonina